# Optische ataxie

Het dorsale pad in het groen.

Optische ataxie of ataxia optica is een visuele en neurologische aandoening, en een vorm van een ataxie. Ataxie is een samenvattend begrip voor verschillende verstoringen van het evenwicht en de bewegingscoördinatie. 
De occipitale kwabben zenden visuele informatie uit naar de temporale kwabben en pariëtale kwabben. De informatiestroom naar de temporale kwabben wordt ook wel het ventrale pad genoemd, en de informatiestroom naar de pariëtale kwabben wordt het dorsale pad genoemd. De temporale kwabben zoeken uit wat hetgeen is dat gezien wordt (bijvoorbeeld een mok) en tegelijkertijd analyseren de pariëtale kwabben waar dit object gelokaliseerd is (bijvoorbeeld dertig centimeter van persoon vandaan, op het bureau).
Iemand met een optische ataxie heeft problemen in het dorsale pad, waardoor hij objecten niet kan manipuleren (dat wil zeggen grijpen, omdraaien, ontwijken, enzovoorts). Deze persoon herkent dus de mok wel, maar kan deze niet grijpen of omdraaien.
Wanneer er sprake is van een disfunctie in het ventrale pad, spreekt men van een visuele agnosie: problemen met het herkennen van afbeeldingen, objecten, personen of dieren.